# Alexandre Weill (banquier)
Pour les articles homonymes, voir Alexandre Weill et Weill.
Alexandre Weill (21 juin 1834 à Phalsbourg - 23 juin 1906 à Paris), est un banquier et philanthrope français.

## Biographie
Fils de David Weill, un agent d'affaires, et de Sophie Aron, il naît à Phalsbourg en Lorraine germanophone mais rejoint ses cousins germains Alexandre, Elie et Simon Lazard en Californie vers 1852.
Il est associé de la banque Lazard frères et Cie  (fondée par ses cousins germains Alain Lazard, Lazare Lazard et Simon Lazard) à San Francisco de 1857 à 1880, à New York (il crée la maison de New York) de 1880 à 1884 et à Paris de 1884 à sa mort. Il prend la direction de la banque en 1880.
Il est président de la Société française de bienfaisance mutuelle de San Francisco (1869-1870, 1871-1872, 1878-1880) et de la Ligue nationale française de Californie (1871-1873). 
Il créa en 1905 avec son épouse la Fondation Alexandre et Julie Weill, aujourd'hui reconnue d'utilité publique, qui permit la construction à Paris de plusieurs immeubles d'habitations à bon marché (rue Marcadet, rue Carpeaux, boulevard Berthier…). Il y nomma Paul Strauss en tant que-vice-président.
Marié à sa cousine germaine Julie Cahn, fille de Moïse Cahn et d'Esther Aron, et demi-sœur des frères Lazard, il est le père de David David-Weill.

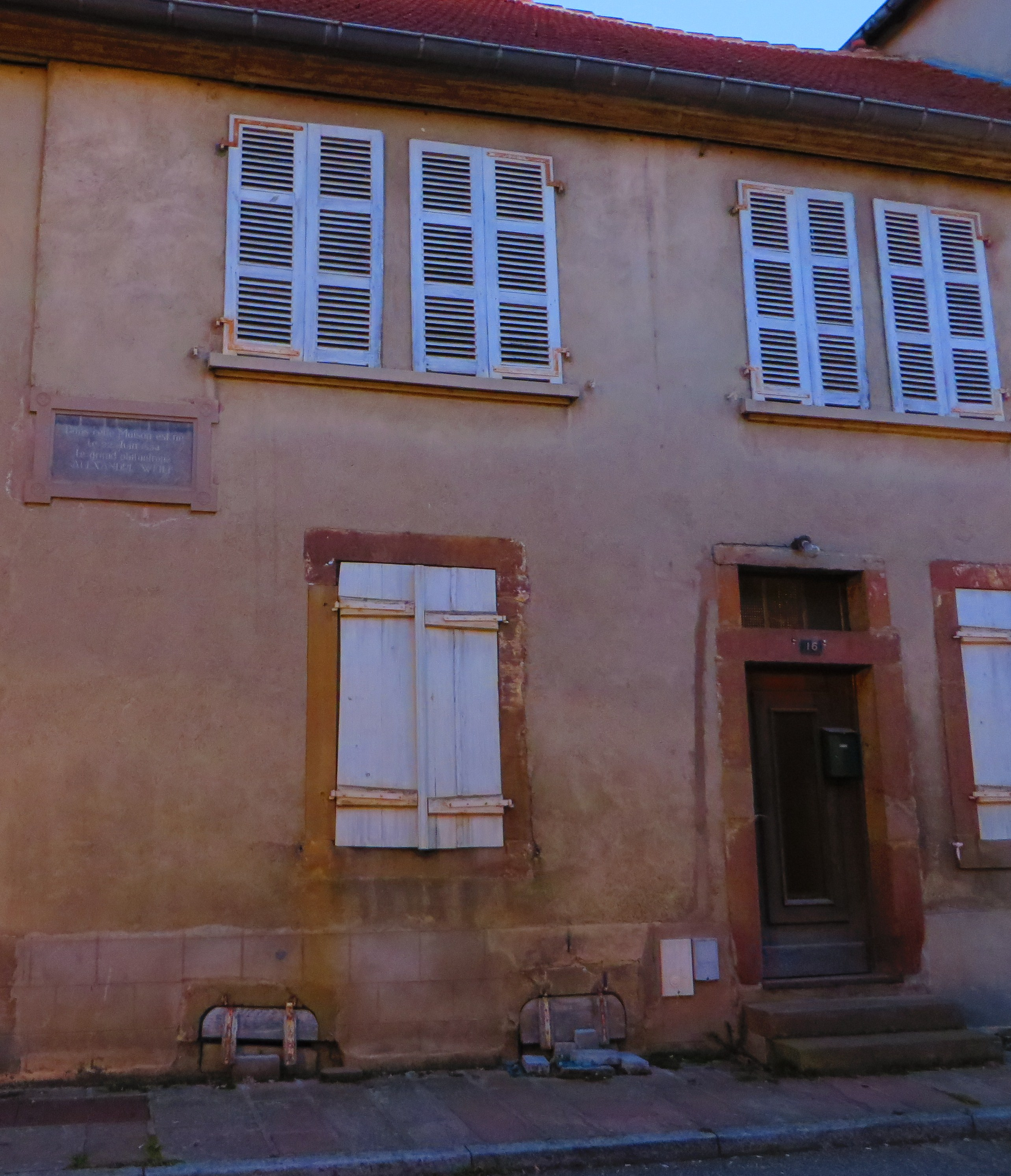
Maison natale d'Alexandre Weill, rue Alexandre-Weill, à Phalsbourg.
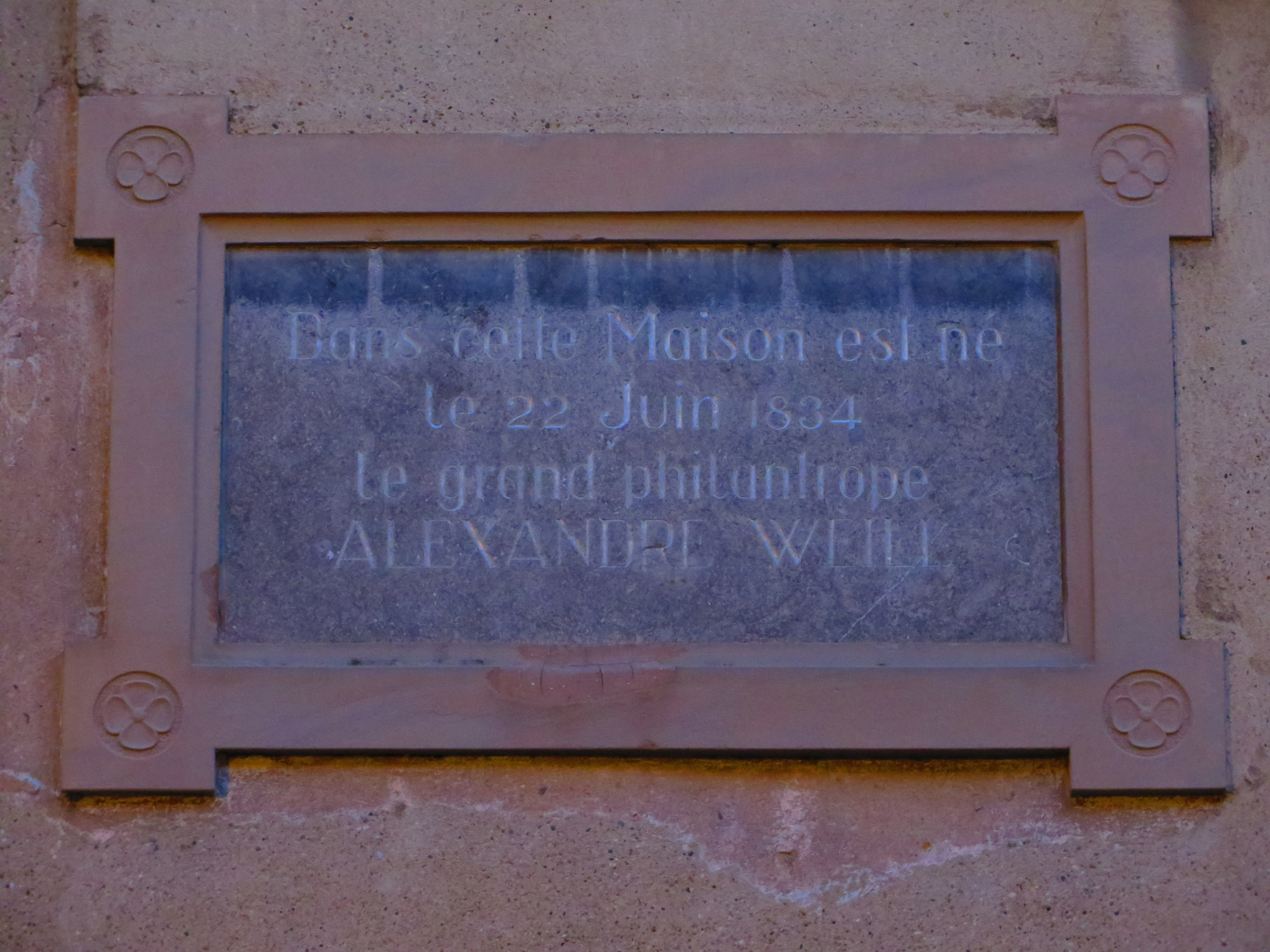
Plaque de la maison natale d'Alexandre Weill, rue Alexandre-Weill, à Phalsbourg.
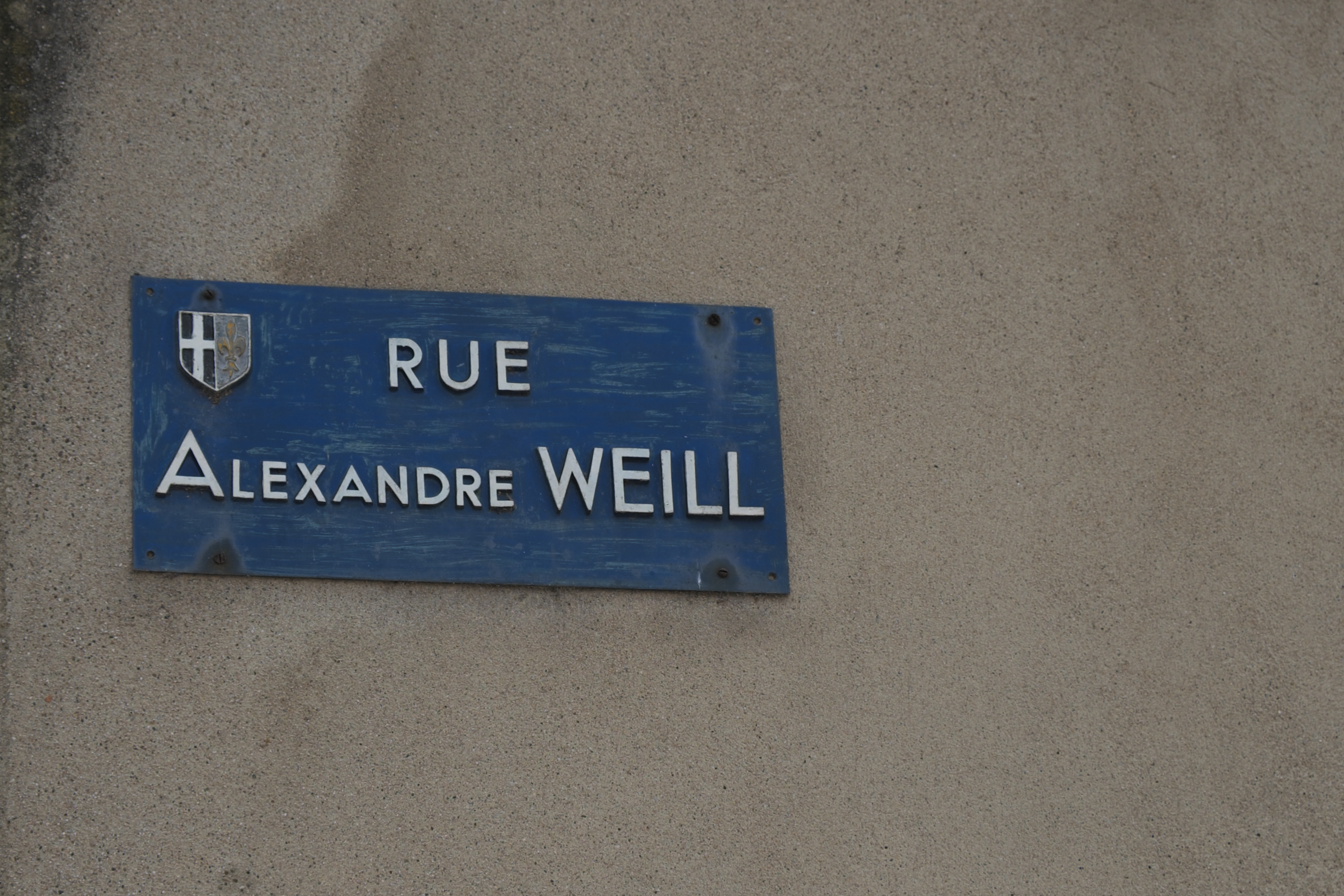
Plaque de la rue Alexandre-Weill à Phalsbourg.

## Décorations
- Officier de la Légion d'honneur (1905)[3]

## Pour approfondir